# Conte di Pembroke
Conte di Pembroke è un titolo nobiliare inglese nella Paria d'Inghilterra.

## Storia
Il titolo fa riferimento al castello di Pembroke, nel Galles. Il titolo fu creato la prima volta da re Stefano d'Inghilterra (r. 1135-1141) per il nobile normanno Gilberto di Clare (Gilbert fitz Gilbert). Il titolo andò perduto numerose volte e tante altre volte fu ristabilito.
Nel 1533 re Enrico VIII Tudor conferì a sua moglie Anna Bolena il titolo di marchesa di Pembroke, in segno di rispetto e ammirazione nei confronti della consorte: il padre del re, Enrico VII Tudor, era infatti nato proprio presso il castello.
Dal 1605 il detentore del titolo di conte di Pembroke possiede anche quello di conte di Montgomery, sempre nella parìa d'Inghilterra, titolo sussidiario conferito al primogenito maschio ed erede del conte di Pembroke.
La residenza del conte di Pembroke e della sua famiglia è Wilton House.

## Conti di Pembroke, prima creazione (1138), famiglia de Clare
- Gilberto di Clare, I conte di Pembroke (1100–1148)
- Riccardo di Clare, II conte di Pembroke (1130–1176)
- Gilberto di Clare, III conte di Pembroke (1173–1185)
- Isabella di Clare, IV contessa di Pembroke (1172–1220)

## Conti di Pembroke, seconda creazione (1189), famiglia Marshal
- William Marshal, I conte di Pembroke (1146–1219)
- Guglielmo il Maresciallo, II conte di Pembroke (1190–1231)
- Riccardo il Maresciallo, III conte di Pembroke (c. 1191–1234)
- Gilbert Marshal, IV conte di Pembroke (1194-1241)
- Walter Marshal, V conte di Pembroke (c. 1199–1245)
- Anselm Marshal, VI conte di Pembroke (m. 1245)

## Conti di Pembroke, terza creazione (1247), famiglia de Valence

Stemmi dei de Valence

- William de Valence, I conte di Pembroke (c. 1225–1296)
- Aymer de Valence, II conte di Pembroke (1270–1324)

## Conti di Pembroke, quarta creazione (1339), famiglia Hastings
- Laurence Hastings, I conte di Pembroke (1318–1348)
- John Hastings, II conte di Pembroke (1347–1375)
- John Hastings, III conte di Pembroke (1372–1389)

## Conti di Pembroke, quinta creazione (1414), famiglia Plantageneti
- Umfredo Plantageneto (1390–1447)

Umfredo, quarto figlio del re Enrico IV d'Inghilterra, venne creato duca di Gloucester e conte di Pembroke a vita, questi titoli vennero successivamente resi ereditari con una visione riguardo al titolo di conte di Pembroke, passato a William de la Pole, I duca di Suffolk.

## Conti di Pembroke, sesta creazione (1447), famiglia Pole
- William de la Pole, I duca di Suffolk (1396–1450)

Alla morte di Umfredo Plantageneto senza eredi nel 1447, William de la Pole divenne conte di Pembroke. Egli venne decapitato nel 1450 e i suoi titoli si estinsero.

## Conti di Pembroke, settima creazione (1452), famiglia Tudor
- Jasper Tudor, I duca di Bedford (c. 1431–1495) (annullato nel 1461; restaurato nel 1485) (extinct)

Sir Jasper Tudor era fratellastro di Enrico VI d'Inghilterra. Divenendo un sostenitore dei Lancaster, i suoi titoli vennero persi per i 24 anni della predominanza della Casa di York.

## Conti di Pembroke, ottava creazione (1468), famiglia Herbert
- William Herbert, I conte di Pembroke (1423-1469)
- William Herbert, II conte di Pembroke (m. 1491) (reso nel 1479)

Dopo l'annullo del titolo a Jasper Tudor, Sir William Herbert, uno zelante yorkista, venne elevato al rango di Barone Herbert da Edoardo IV. Nel 1468 egli venne creato anche conte di Pembroke e suo figlio ricevette poi la contea di Huntingdon al posto di quella di Pembroke, la quale venne resa a Edoardo IV.

## Conti di Pembroke, nona creazione (1479), famiglia York
- Edoardo V d'Inghilterra (1470–1483) (unito ai possedimenti della corona nel 1483)

Nel 1479, Edoardo IV conferì il titolo a suo figlio Edoardo, principe di Galles. Quando questo principe succedette al trono paterno col nome di Edoardo V d'Inghilterra, la contea venne unita ai domini della corona. Con la sconfitta della Casa di York la contea (e il regno d'Inghilterra), venne restaurato ai Tudor con l'ascesa di Enrico VII.

## Conti di Pembroke, decima creazione (1551), famiglia Herbert
Il titolo fu poi ripreso in favore di Sir William Herbert, il cui padre, Riccardo, era un figlio illegittimo del I conte di Pembroke della casa di Herbert. Aveva sposato Anne Parr, sorella della sesta moglie di Enrico VIII, Catherine Parr, e fu creato conte nel 1551. Da allora il titolo è stato detenuto dai loro discendenti.
| Immagine | Nome                                                | Note | Stemma                       |
| -------- | --------------------------------------------------- | --- | ---------------------------- |
|          | William Herbert, I conte di Pembroke (1551-1570)    | Politico e cortigiano molto vicino agli ambienti di corte.                                                                                   | Stemma dei conti di Pembroke |
|          | Henry Herbert, II conte di Pembroke (1570-1601)     | Figlio del primo conte, fu politico e mecenate.                                                                                              | Stemma dei conti di Pembroke |
|          | William Herbert, III conte di Pembroke (1601-1630)  | Figlio del secondo conte, fu politico e letterato.                                                                                           | Stemma dei conti di Pembroke |
|          | Philip Herbert, IV conte di Pembroke (1630-1649)    | Figlio del secondo conte, fu cortigiano, politico e collezionista d'arte.                                                                    | Stemma dei conti di Pembroke |
|          | Philip Herbert, V conte di Pembroke (1649-1669)     | Figlio del quarto conte, fu politico. | Stemma dei conti di Pembroke |
|          | William Herbert, VI conte di Pembroke (1669-1674)   | Figlio del quinto conte, fu uomo politico.                                                                                                   | Stemma dei conti di Pembroke |
|          | Philip Herbert, VII conte di Pembroke (1674-1683)   | Figlio del quinto conte, fu chiamato "infame" per la sua violenza (gli furono attribuiti vari omicidi, ma fu condannato per uno solo).       | Stemma dei conti di Pembroke |
|          | Thomas Herbert, VIII conte di Pembroke (1683-1733)  | Figlio del quinto conte, fu politico e ammiraglio.                                                                                           | Stemma dei conti di Pembroke |
|          | Henry Herbert, IX conte di Pembroke (1733-1750)     | Figlio dell'ottavo conte, fu politico, generale e architetto.                                                                                | Stemma dei conti di Pembroke |
|          | Henry Herbert, X conte di Pembroke (1750-1794)      | Figlio del nono conte, fu generale. | Stemma dei conti di Pembroke |
|          | George Herbert, XI conte di Pembroke (1794-1827)    | Figlio del decimo conte, fu politico e generale.                                                                                             | Stemma dei conti di Pembroke |
|          | Robert Herbert, XII conte di Pembroke (1827-1862)   | Figlio dell'undicesimo conte, condusse una vita dissoluta prima in Sicilia e poi a Parigi.                                                   | Stemma dei conti di Pembroke |
|          | George Herbert, XIII conte di Pembroke (1862-1895)  | Nipote dell'undicesimo conte, fu uomo politico esponente del partito conservatore (entrò nel secondo governo Disraeli).                      | Stemma dei conti di Pembroke |
|          | Sidney Herbert, XIV conte di Pembroke (1895-1913)   | Fratello minore del tredicesimo conte, fu politico conservatore noto per la prestanza fisica e l'eleganza (ebbe l'appellativo "Honourable"). | Stemma dei conti di Pembroke |
|          | Reginald Herbert, XV conte di Pembroke (1913-1960)  | Figlio del quattordicesimo conte, fu un diplomatico.                                                                                         | Stemma dei conti di Pembroke |
|          | Sidney Herbert, XVI conte di Pembroke (1960-1969)   | Figlio del quindicesimo conte, fu un funzionario di corte.                                                                                   | Stemma dei conti di Pembroke |
|          | Henry Herbert, XVII conte di Pembroke (1969-2003)   | Figlio del sedicesimo conte. | Stemma dei conti di Pembroke |
|          | William Herbert, XVIII conte di Pembroke (dal 2003) | Figlio del diciassettesimo conte. | Stemma dei conti di Pembroke |